# ناحیه کریستال، شهرستان اوسیانا، میشیگان
ناحیه کریستال (به انگلیسی: Crystal Township) یک منطقهٔ مسکونی در ایالات متحده آمریکا است که در شهرستان اوشنا، میشیگان واقع شده‌است.
 ناحیه کریستال ۹۳٫۳ کیلومتر مربع مساحت و ۸۳۸ نفر جمعیت دارد و ۲۴۸ متر بالاتر از سطح دریا واقع شده‌است.